# Фаусто Гардини
Фаусто Гардини (на италиански: Fausto Gardini) е италиански тенисист.

## Биография
Фаусто Гардини роден на 8 март 1930 г. в Милано, Кралство Италия.
Фаусто Гардини прави своя дебют в турнир от Големия шлем на Ролан Гарос през 1949 г., като губи в трети кръг от Ерик Стърджис.
През 1951 г. на Ролан Гарос, Гардини губи в 4 кръг от Дик Савит. На Уимбълдън побеждава Гарднър Мълой, преди да загуби от Франк Седжман в 4 кръг. 
На Ролан Гарос през 1952 г., Гардини побеждава 17-годишните Кен Розуол и Тони Мотрам, преди да загуби от Ярослав Дробни в 4 кръг. На Уимбълдън губи от Стрейт Кларк в трети кръг.
През 1953 г. на първенството на Австралия, Гардини губи във втори кръг от Иън Ейр. На Ролан Гарос достига четвъртфинал, където губи от Ярослав Дробни.
Връхната точка в кариерата на Гардини е спечелването на титлата в Рим през 1955 г., той побеждава Хърбърт Флам, Енрике Мореа и Джузепе Мерло. Във финала Мерло води с два на един сета и има две шампионски точки в четвъртия сет, но страда от крампи и е принуден да се оттегли при 6-6 в четвъртия сет.
До началото на 1960-те години Гардини играе главно в италианските турнири и за Купа Дейвис.

## Кариерна статистика
- Списъкът е непълен

### Финали (25 титли; 48 финала)
|        | П–З | Година | Турнир             | Клас | Настилка | Опонент        | Резултат                      |
| ------ | --- | ------ | ------------------ | ---- | -------- | -------------- | ----------------------------- |
| Загуба |     | 1951   | Аржентина Оупън    |      | Клей     | Енрике Мореа   | 3–6, 1–6, 3–6                 |
| Загуба |     | 1952   | Сицилия Оупън      |      | Клей     | Ярослав Дробни | 6–1, 4–6, 4–6, 4–6            |
| Загуба |     | 1953   | Германия Оупън     |      | Клей     | Бъдж Пати      | 3–6, 2–6, 3–6                 |
| Победа |     | 1954   | Италианска Ривиера |      | Клей     | Енрике Мореа   | 6–1, 2–6, 6–3, 6–2            |
| Победа |     | 1955   | Италия Оупън       |      | Клей     | Джузепе Мерло  | 1–6, 6–1, 3–6, 6–6 отказва се |